# Герб Сьєрра-Леоне
Герб Сьєрра-Леоне — один з офіційних символів держави Сьєрра-Леоне. Був розроблений Геральдичною палатою і погоджені у 1960 році.

## Опис
Щит на гербі зображує лева нижче зигзагоподібної межі, яка представляє гори Лева, на честь яких було названо країну. Над межею зображено три смолоскипи, які повинні означати мир, освіченість та розвиток освіти загалом. В основі розміщені хвилясті лінії, які символізують море. Підтримують щит леви, подібні до тих, що були на колоніальному гербі. З обох боків щита розміщені пальмові дерева, які репрезентують аграрне багатство країни. Три найголовніші кольори використані на щиті — зелений, білий та синій — формують також прапор держави. Зелений презентує сільськогосподарські та природні ресурси, синій означає гавань Фрітауна, а білий — єдність та правосуддя. Біля основи щита розміщений національний девіз: «Unity, Freedom, Justice» (укр. «Єдність, Свобода, Правосуддя»).